# Adorno wohnt hier nicht mehr

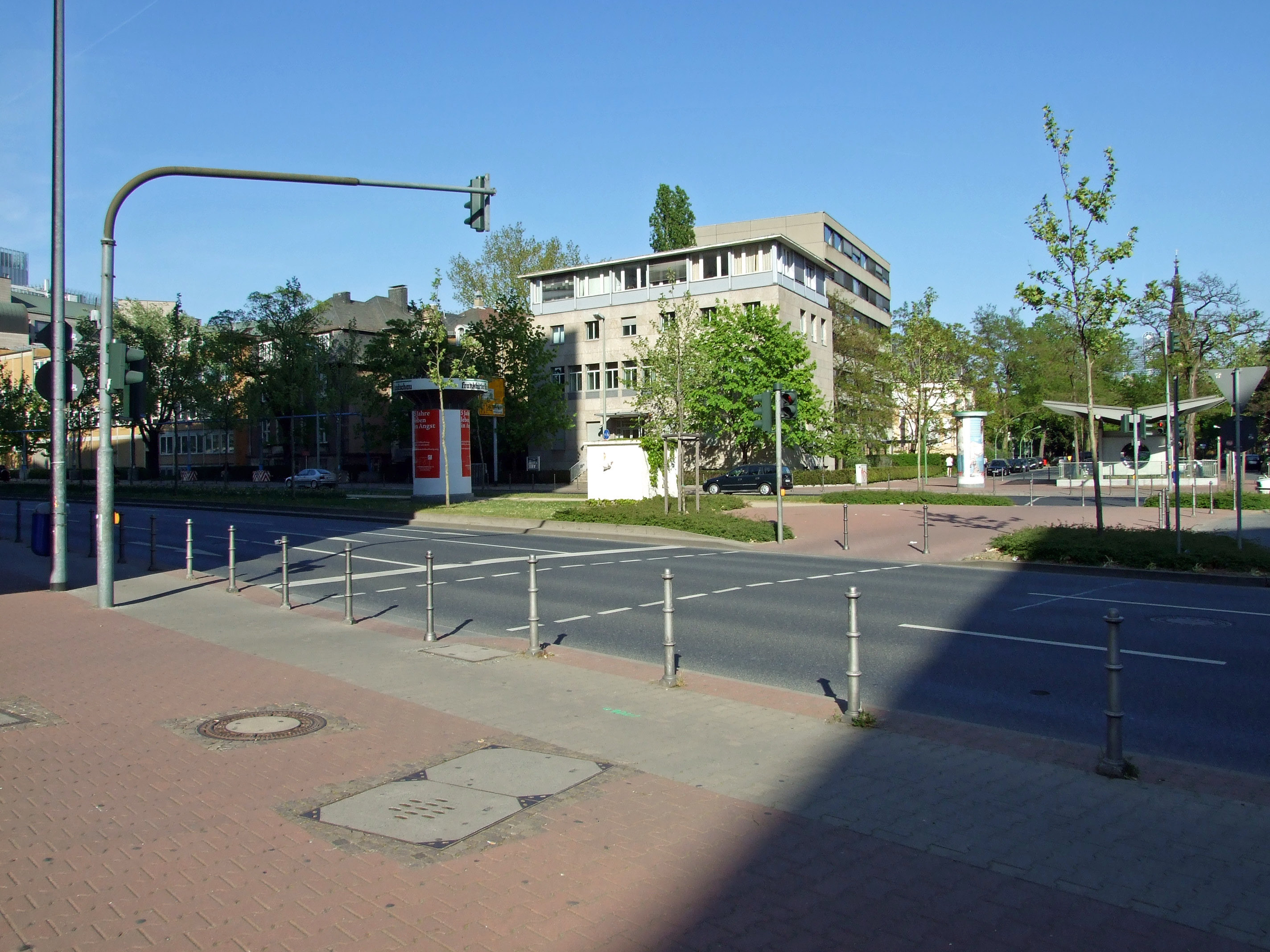
Auch die Adorno-Ampel am Institut für Sozialforschung in Frankfurt am Main bleibt nicht unerwähnt

Adorno wohnt hier nicht mehr ist der Titel eines Erzählbandes von Jochen Schimmang, der 2019 in der Edition Nautilus erschien. Das Buch enthält sieben Erzählungen, in denen es um Formen und Figuren des Verschwindens geht.

## Inhalt
In der Erzählung Gutermuth und Rothermund geht es um den 1931 verschwundenen Maler Robert Gutermuth, dessen Existenz sich überraschend als Fiktion und Teil eines kultur- und kommunalpolitischen Plans zur Hebung der Bedeutung einer Mittelstadt herausstellt. Der Text Gott um halb Sieben handelt vom nichtverschwundenen Gott, der pünktlich, in einen Fischgrätenmantel gewandet, in seiner Kirche auftritt.
Die längste und titelgebende Erzählung Adorno wohnt hier nicht mehr hat autobiographische Züge. Sie ist eine Hommage auf die Stadt Frankfurt am Main, in der zu studieren Schimmang versäumte, und ihre Bedeutung für die Literatur der Bundesrepublik. Er trifft einen Schriftstellerkollegen, dessen Erstlingswerk ebenfalls bei Suhrkamp erschien, dem dann aber der Erfolg versagt blieb. Auch von der Adorno-Ampel ist in dem melancholischen Text die Rede.
Im nächsten Stück Happy Birthday, alter Künstler versteckt sich ein Jubilar mit seiner Frau auf dem Dachboden vor Freunden, die sich ihm zu seinem 70. Geburtstag aus allen Himmelsrichtungen nähern. Dann folgt der essayistische Text Herr Rutschky oder Der Optimismus, der in Form eines Selbstinterviews von Begegnungen mit dem 2018 verstorbenen Schriftsteller Michael Rutschky berichtet. 
Es folgt eine Erzählung über Valerie Voss, Abwesenheitspflegerin, eine Juristin, die als gesetzliche Betreuerin tätig wird und dabei auch Abwesenheitspflegschaften für Verschwundene und Verschollene übernimmt. In diesem Zusammenhang bekommt sie es schließlich mit Gutermuth und Rothermund aus der ersten Geschichte des Erzählbandes zu tun.
Den Abschluss bildet Die Endspielmaschine, die auf alle Menschheitsfragen die richtigen Antworten weiß, diese allerdings so schnell vom Display verschwinden lässt, dass sie nicht registriert werden können.

## Rezeption
In der Frankfurter Allgemeinen Zeitung sieht Angelika Overath durch Schimmangs autobiografische Erzählungen eine untergegangene geistige Kultur heraufbeschworen, die melancholisch, zärtlich, witzig, empathisch an der Seite der Verlierer steht. In der tageszeitung staunt Sabine Peters darüber, wie gut es Schimmang gelingt, vom Verschwinden zu erzählen, ohne allzu nostalgisch beschwörend zu werden. In seiner Buchbesprechung schätzt Martin Ohlen (Frankfurter Rundschau) das Verspielte an den Erzählungen. Dass sie allesamt vom Verschwinden handeln, werde vom  „melan-komischen“ Ton wettgemacht.
Wolfgang Schneider (Deutschlandfunk) meint, ein gewisses Interesse am Kulturbetrieb und an der Literaturgeschichte nach 1960 sollte für die Lektüre mitgebracht werden. Dann könne man sich an einem subtil geflochtenen Netz der Erinnerungen, Anspielungen und Reflexionen erfreuen.